# Płastunowskaja
Płastunowskaja (ros. Пластуновская) – stanica w Rosji, w Kraju Krasnodarskim, w rejonie dińskim. W 2010 liczyła 10 264 mieszkańców.

## Urodzeni
- Nikołaj Komliczenko – rosyjski piłkarz.